# 渡海谷保
渡海谷 保（とかいや たもつ、1981年5月20日 - ）は、日本の元ラグビー選手。クボタスピアーズに所属した。

## プロフィール
- 大阪府出身。
- ポジションはセンター(CTB)。
- 身長 171cm、体重 90kg
- 血液型はO型。

## 来歴
名門啓光学園高校で全国大会に出場。高校日本代表のメンバーにも選ばれる。
近畿大学進学後も2002年の全国大会に出場。
卒業後、クボタに入社。ラグビー部に所属し主力として活躍。関東代表にも選ばれる。2011年、現役を引退した。
高校時代の同級生に俳優の高橋光臣がいた。